# Dendrotettix
Dendrotettix is een geslacht van rechtvleugeligen uit de familie veldsprinkhanen (Acrididae). De wetenschappelijke naam van dit geslacht is voor het eerst geldig gepubliceerd in 1890 door Packard.

## Soorten
Het geslacht Dendrotettix omvat de volgende soorten:
- Dendrotettix australis Morse, 1907
- Dendrotettix quercus Packard, 1890
- Dendrotettix zimmermanni Saussure, 1861